# Homoneura ericpoli
Homoneura ericpoli är en tvåvingeart som beskrevs av Miguel Carles-Tolrá 1993.
Homoneura ericpoli ingår i släktet Homoneura och familjen lövflugor. Artens utbredningsområde är Spanien. Inga underarter finns listade i Catalogue of Life.